# Collegio di West Lancashire
West Lancashire è un collegio elettorale situato nel Lancashire, nel Nord Ovest dell'Inghilterra, e rappresentato alla Camera dei comuni del Parlamento del Regno Unito. Elegge un membro del parlamento con il sistema first-past-the-post, ossia maggioritario a turno unico; l'attuale parlamentare è Ashley Dalton del Partito Laburista, in carica dalle elezioni suppletive del 2023.

## Estensione

West Lancashire dal 2010 al 2024

- 1983-1997: i ward del distretto di West Lancashire di Aughton Park, Aughton Town Green, Bickerstaffe, Birch Green, Burscough, Derby, Digmoor, Downholland, Halsall, Hesketh-with-Becconsall, Knowsley, Lathom, Moorside, Newburgh, North Meols, Rufford, Scarisbrick, Scott, Skelmersdale North, Skelmersdale South, Tanhouse, Tarleton, Upholland North e Upholland South.
- 1997-2010: i ward del distretto di West Lancashire di Aughton Park, Aughton Town Green, Bickerstaffe, Birch Green, Burscough, Derby, Digmoor, Downholland, Halsall, Knowsley, Lathom, Moorside, Newburgh, Parbold, Scarisbrick, Scott, Skelmersdale North, Skelmersdale South, Tanhouse, Upholland North, Upholland South e Wrightington.
- dal 2010: i ward del distretto di West Lancashire di Ashurst, Aughton and Downholland, Aughton Park, Bickerstaffe, Birch Green, Burscough East, Burscough West, Derby, Digmoor, Halsall, Knowsley, Moorside, Newburgh, Parbold, Scarisbrick, Scott, Skelmersdale North, Skelmersdale South, Tanhouse, Upholland e Wrightington.

Il collegio copre l'omonimo borough ad eccezione per le parrocchie settentrionali, che si trovano nel collegio di South Ribble. Le principali città del collegio sono la storica città mercato di Ormskirk e la new town di Skelmersdale. Il terzo insediamento è Burscough, circondato da cittadine e villaggi rurali e che si trova vicina a Southport.

## Membri del parlamento
| Elezione | Elezione      | Deputato        | Partito      |
| -------- | ------------- | --------------- | ------------ |
|          | 1983          | Ken Hind        | Conservatore |
|          | 1992          | Colin Pickthall | Laburista    |
| 2005     | Rosie Cooper  |                 | Laburista    |
| 2023 (S) | Ashley Dalton |                 | Laburista    |

## Elezioni

### Elezioni negli anni 2020
| Partito                    | Partito                                | Candidato                  | Risultati 4 luglio 2024 | Risultati 4 luglio 2024 |
| Partito                    | Partito                                | Candidato                  | Voti                    | %                       |
| -------------------------- | -------------------------------------- | -------------------------- | ----------------------- | ----------------------- |
|                            | Laburista                              | Ashley Dalton              | 22 305                  | 50,46                   |
|                            | Conservatore                           | Mike Prendergast           | 8 680                   | 19,64                   |
|                            | Reform UK                              | Simon Evans                | 7 909                   | 17,89                   |
|                            | Verdi                                  | Charlotte Houltram         | 3 263                   | 7,38                    |
|                            | Lib Dem                                | Graham Smith               | 2 043                   | 4,62                    |
|                            |                                        |                            |                         |                         |
| Iscritti                   | Iscritti                               | Iscritti                   | 74 083                  | 100,00                  |
| ↳ Votanti (% su iscritti)  | ↳ Votanti (% su iscritti)              | ↳ Votanti (% su iscritti)  | 44 200                  | 59,66                   |
| ↳ Astenuti (% su iscritti) | ↳ Astenuti (% su iscritti)             | ↳ Astenuti (% su iscritti) | 29 883                  | 40,34                   |
|                            |                                        |                            |                         |                         |
|                            | Esito: collegio confermato a Laburista |                            |                         |                         |

| Partito                    | Partito                                | Candidato                  | Risultati 9 febbraio 2023 | Risultati 9 febbraio 2023 |
| Partito                    | Partito                                | Candidato                  | Voti                      | %                         |
| -------------------------- | -------------------------------------- | -------------------------- | ------------------------- | ------------------------- |
|                            | Laburista                              | Ashley Dalton              | 14 068                    | 62,31                     |
|                            | Conservatore                           | Mike Prendergast           | 5 742                     | 25,43                     |
|                            | Reform UK                              | Jonathan Kay               | 994                       | 4,40                      |
|                            | Lib Dem                                | Jo Barton                  | 918                       | 4,07                      |
|                            | Verdi                                  | Peter Cranie               | 646                       | 2,86                      |
|                            | Monster Raving Loony                   | Howling Laud Hope          | 210                       | 0,93                      |
|                            |                                        |                            |                           |                           |
| Iscritti                   | Iscritti                               | Iscritti                   | 72 098                    | 100,00                    |
| ↳ Votanti (% su iscritti)  | ↳ Votanti (% su iscritti)              | ↳ Votanti (% su iscritti)  | 22 639                    | 31,40                     |
| ↳ Astenuti (% su iscritti) | ↳ Astenuti (% su iscritti)             | ↳ Astenuti (% su iscritti) | 49 459                    | 68,60                     |
|                            |                                        |                            |                           |                           |
|                            | Esito: collegio confermato a Laburista |                            |                           |                           |

### Elezioni negli anni 2010
| Partito                    | Partito                                | Candidato                  | Risultati 12 dicembre 2019 | Risultati 12 dicembre 2019 |
| Partito                    | Partito                                | Candidato                  | Voti                       | %                          |
| -------------------------- | -------------------------------------- | -------------------------- | -------------------------- | -------------------------- |
|                            | Laburista                              | Rosie Cooper               | 27 458                     | 52,14                      |
|                            | Conservatore                           | Jack Gilmore               | 19 122                     | 36,31                      |
|                            | Lib Dem                                | Simon Thomson              | 2 560                      | 4,86                       |
|                            | Brexit                                 | Marc Stanton               | 2 275                      | 4,32                       |
|                            | Verdi                                  | John Puddifer              | 1 248                      | 2,37                       |
|                            |                                        |                            |                            |                            |
| Iscritti                   | Iscritti                               | Iscritti                   | 73 346                     | 100,00                     |
| ↳ Votanti (% su iscritti)  | ↳ Votanti (% su iscritti)              | ↳ Votanti (% su iscritti)  | 52 663                     | 71,80                      |
| ↳ Astenuti (% su iscritti) | ↳ Astenuti (% su iscritti)             | ↳ Astenuti (% su iscritti) | 20 683                     | 28,20                      |
|                            |                                        |                            |                            |                            |
|                            | Esito: collegio confermato a Laburista |                            |                            |                            |

| Partito                    | Partito                                | Candidato                  | Risultati 8 giugno 2017 | Risultati 8 giugno 2017 |
| Partito                    | Partito                                | Candidato                  | Voti                    | %                       |
| -------------------------- | -------------------------------------- | -------------------------- | ----------------------- | ----------------------- |
|                            | Laburista                              | Rosie Cooper               | 32 030                  | 58,89                   |
|                            | Conservatore                           | Samuel Currie              | 20 341                  | 37,40                   |
|                            | Lib Dem                                | Jo Barton                  | 1 069                   | 1,97                    |
|                            | Verdi                                  | Nate Higgins               | 680                     | 1,25                    |
|                            | War Veterans Pro- Traditional Family   | David Braid                | 269                     | 0,49                    |
|                            |                                        |                            |                         |                         |
| Iscritti                   | Iscritti                               | Iscritti                   | 73 246                  | 100,00                  |
| ↳ Votanti (% su iscritti)  | ↳ Votanti (% su iscritti)              | ↳ Votanti (% su iscritti)  | 54 503                  | 74,41                   |
| ↳ Astenuti (% su iscritti) | ↳ Astenuti (% su iscritti)             | ↳ Astenuti (% su iscritti) | 18 743                  | 25,59                   |
|                            |                                        |                            |                         |                         |
|                            | Esito: collegio confermato a Laburista |                            |                         |                         |

| Partito                    | Partito                                | Candidato                  | Risultati 7 maggio 2015 | Risultati 7 maggio 2015 |
| Partito                    | Partito                                | Candidato                  | Voti                    | %                       |
| -------------------------- | -------------------------------------- | -------------------------- | ----------------------- | ----------------------- |
|                            | Laburista                              | Rosie Cooper               | 24 474                  | 49,27                   |
|                            | Conservatore                           | Paul Greenall              | 16 114                  | 32,44                   |
|                            | UKIP                                   | Jack Sen                   | 6 058                   | 12,20                   |
|                            | Verdi                                  | Ben Basson                 | 1 582                   | 3,18                    |
|                            | Lib Dem                                | Daniel Lewis               | 1 298                   | 2,61                    |
|                            | Indipendente                           | David Braid                | 150                     | 0,30                    |
|                            |                                        |                            |                         |                         |
| Iscritti                   | Iscritti                               | Iscritti                   | 70 965                  | 100,00                  |
| ↳ Votanti (% su iscritti)  | ↳ Votanti (% su iscritti)              | ↳ Votanti (% su iscritti)  | 49 676                  | 70,00                   |
| ↳ Astenuti (% su iscritti) | ↳ Astenuti (% su iscritti)             | ↳ Astenuti (% su iscritti) | 21 289                  | 30,00                   |
|                            |                                        |                            |                         |                         |
|                            | Esito: collegio confermato a Laburista |                            |                         |                         |

| Partito                    | Partito                                | Candidato                  | Risultati 6 maggio 2010 | Risultati 6 maggio 2010 |
| Partito                    | Partito                                | Candidato                  | Voti                    | %                       |
| -------------------------- | -------------------------------------- | -------------------------- | ----------------------- | ----------------------- |
|                            | Laburista                              | Rosie Cooper               | 21 883                  | 45,14                   |
|                            | Conservatore                           | Adrian Owens               | 17 540                  | 36,19                   |
|                            | Lib Dem                                | John Gibson                | 6 573                   | 13,56                   |
|                            | UKIP                                   | Damon Noone                | 1 775                   | 3,66                    |
|                            | Verdi                                  | Peter Cranie               | 485                     | 1,00                    |
|                            | Clause 28                              | David Braid                | 217                     | 0,45                    |
|                            |                                        |                            |                         |                         |
| Iscritti                   | Iscritti                               | Iscritti                   | 75 976                  | 100,00                  |
| ↳ Votanti (% su iscritti)  | ↳ Votanti (% su iscritti)              | ↳ Votanti (% su iscritti)  | 48 473                  | 63,80                   |
| ↳ Astenuti (% su iscritti) | ↳ Astenuti (% su iscritti)             | ↳ Astenuti (% su iscritti) | 27 503                  | 36,20                   |
|                            |                                        |                            |                         |                         |
|                            | Esito: collegio confermato a Laburista |                            |                         |                         |

### Elezioni negli anni 2000
| Partito                    | Partito                                | Candidato                  | Risultati 5 maggio 2005 | Risultati 5 maggio 2005 |
| Partito                    | Partito                                | Candidato                  | Voti                    | %                       |
| -------------------------- | -------------------------------------- | -------------------------- | ----------------------- | ----------------------- |
|                            | Laburista                              | Rosie Cooper               | 20 746                  | 48,07                   |
|                            | Conservatore                           | Alf Doran                  | 14 662                  | 33,98                   |
|                            | Lib Dem                                | Richard Kemp               | 6 059                   | 14,04                   |
|                            | UKIP                                   | Alan Freeman               | 871                     | 2,02                    |
|                            | Democratici                            | Stephen Garrett            | 525                     | 1,22                    |
|                            | Clause 28                              | David Braid                | 292                     | 0,68                    |
|                            |                                        |                            |                         |                         |
| Iscritti                   | Iscritti                               | Iscritti                   | 74 792                  | 100,00                  |
| ↳ Votanti (% su iscritti)  | ↳ Votanti (% su iscritti)              | ↳ Votanti (% su iscritti)  | 43 155                  | 57,70                   |
| ↳ Astenuti (% su iscritti) | ↳ Astenuti (% su iscritti)             | ↳ Astenuti (% su iscritti) | 31 637                  | 42,30                   |
|                            |                                        |                            |                         |                         |
|                            | Esito: collegio confermato a Laburista |                            |                         |                         |

| Partito                    | Partito                                | Candidato                  | Risultati 7 giugno 2001 | Risultati 7 giugno 2001 |
| Partito                    | Partito                                | Candidato                  | Voti                    | %                       |
| -------------------------- | -------------------------------------- | -------------------------- | ----------------------- | ----------------------- |
|                            | Laburista                              | Colin Pickthall            | 23 404                  | 54,46                   |
|                            | Conservatore                           | Jeremy Myers               | 13 761                  | 32,02                   |
|                            | Lib Dem                                | John Thornton              | 4 966                   | 11,56                   |
|                            | Indipendente                           | David Hill                 | 523                     | 1,22                    |
|                            | Indipendente                           | David Braid                | 317                     | 0,74                    |
|                            |                                        |                            |                         |                         |
| Iscritti                   | Iscritti                               | Iscritti                   | 73 079                  | 100,00                  |
| ↳ Votanti (% su iscritti)  | ↳ Votanti (% su iscritti)              | ↳ Votanti (% su iscritti)  | 42 971                  | 58,80                   |
| ↳ Astenuti (% su iscritti) | ↳ Astenuti (% su iscritti)             | ↳ Astenuti (% su iscritti) | 30 108                  | 41,20                   |
|                            |                                        |                            |                         |                         |
|                            | Esito: collegio confermato a Laburista |                            |                         |                         |

## Risultati dei referendum

### Referendum sulla permanenza del Regno Unito nell'Unione europea del 2016
|             | Collegio        | Lasciare UE % | Rimanere in UE % |
| ----------- | --------------- | ------------- | ---------------- |
|             | West Lancashire | 54,9%         | 45,1%            |
| Inghilterra | 53,3%           | 46,7%         |                  |
| Regno Unito | 51,9%           | 48,1%         |                  |